# Como Foot-Ball Club 1925-1926
Questa pagina raccoglie le informazioni riguardanti il Como Foot-Ball Club nelle competizioni ufficiali della stagione 1925-1926.

## Stagione
In questa stagione il Como ha ottenuto un onorevole 6º posto raccogliendo 20 punti.

Solo la riforma dei campionati le permise di rimanere in un campionato cadetto a stretto contatto con le squadre maggiori.

## Rosa
| N. |                   | Ruolo | Calciatore           |
| -- | ----------------- | ----- | -------------------- |
|    | Italia (bandiera) | P     | Guido Mangili        |
|    | Italia (bandiera) | D     | Carlo Ballerini      |
|    | Italia (bandiera) | D     | Santo Clemente Cetti |
|    | Italia (bandiera) | D     | Edoardo Lietti       |
|    | Italia (bandiera) | D     | Giuseppe Pizzi (I)   |
|    | Italia (bandiera) | D     | Carmelo Romeo        |
|    | Italia (bandiera) | D     | Giuseppe Ronchetti   |
|    | Italia (bandiera) | C     | Cesare Butti         |
|    | Italia (bandiera) | C     | Francesco Cetti      |
|    | Italia (bandiera) | C     | Giuseppe Gabaglio    |

| N. |                     | Ruolo | Calciatore           |
| -- | ------------------- | ----- | -------------------- |
|    | Italia (bandiera)   | C     | Giuseppe Sangiorgi   |
|    | Italia (bandiera)   | A     | Achille Avogadro (I) |
|    | Italia (bandiera)   | A     | Antonio Cetti        |
|    | Italia (bandiera)   | D     | Eligio Donadeo       |
|    | Italia (bandiera)   | A     | Luigi Fazzini        |
|    | Ungheria (bandiera) | A     | József Gulyás        |
|    | Italia (bandiera)   | A     | Carlo Mantero        |
|    | Italia (bandiera)   | A     | Achille Pizzi (II)   |
|    | Italia (bandiera)   | A     | Salvatore Roncoroni  |
|    | Italia (bandiera)   | A     | Amerigo Tettamanti   |